# Voglio sognare/Tempi andati
Voglio sognare/Tempi andati è un 45 giri di Riccardo Fogli, pubblicato nel 1985.
Il brano Voglio sognare è contenuto nell'album Riccardo Fogli 1985 second edition, a differenza del lato B Tempi andati.